# Athetis excaecata
Athetis excaecata là một loài bướm đêm trong họ Noctuidae.